# Gustavo González Soto
Gustavo Daniel González Soto (5 de marzo de 1956) es un cooperativista, autor y político uruguayo perteneciente al Partido Socialista del Uruguay.
Militó en materia de vivienda cooperativa, llegando a desempeñarse como secretario general de FUCVAM.
El 1 de marzo, ante la renuncia de Gonzalo Civila al Senado para asumir como ministro de Desarrollo Social, González asume la banca senaturial.

## Selección de obras
- Cooperativismo de vivienda por ayuda mutua: una experiencia netamente uruguaya. Montevideo: FUCVAM, 1999.[4]
- Escritos sobre los sin tierra urbanos. Causas, propuestas y luchas populares. Montevideo: Trilce, 2011 (con Benjamín Nahum).
- Una historia de FUCVAM. Montevideo: Trilce, 2013.
- Fucvam juntó en un día ¡330 mil firmas! para seguir siendo usuarios: 26 de febrero de 1984. Montevideo: FUCVAM, 2017.[4]
- La lucha organizada por el derecho al suelo urbano y la ciudad. Montevideo: FUCVAM, 2018.[4]
- El despertar: memorias de la resistencia de FUCVAM con las actas que durmieron un largo tiempo (1973-1984). Montevideo: FUCVAM, 2023.[4]